# Danthoniopsis chevalieri
Danthoniopsis chevalieri är en gräsart som beskrevs av Aimée Antoinette Camus och Charles Edward Hubbard. Danthoniopsis chevalieri ingår i släktet Danthoniopsis, och familjen gräs. Inga underarter finns listade i Catalogue of Life.